# Shōzō Tsugitani
Shōzō Tsugitani (jap. 継谷昌三 Tsugitani Shōzō; ur. 25 czerwca 1940 w prefekturze Hyōgo, zm. 2 czerwca 1978) – japoński piłkarz, reprezentant kraju.

## Kariera klubowa
Od 1963 do 1967 roku występował w klubie Mitsubishi Motors.

## Kariera reprezentacyjna
Karierę reprezentacyjną rozpoczął w 1961, a zakończył w 1965 roku. W sumie w reprezentacji wystąpił w 12 spotkaniach. Został powołany do kadry na Igrzyska Olimpijskie w 1964 roku.

## Statystyki
| Reprezentacja Japonii | Reprezentacja Japonii | Reprezentacja Japonii |
| Rok                   | Mecze                 | Gole                  |
| --------------------- | --------------------- | --------------------- |
| 1961                  | 2                     | 0                     |
| 1962                  | 2                     | 0                     |
| 1963                  | 5                     | 4                     |
| 1964                  | 1                     | 0                     |
| 1965                  | 2                     | 0                     |
| Razem                 | 12                    | 4                     |